# Azuré de l'héliotrope
Freyeria trochylus
Ne doit pas être confondu avec Marbré de Freyer.
Espèce
L’Azuré de l'héliotrope ou Azuré de Freyer (Freyeria trochylus) est une espèce de lépidoptères (papillons) de la famille des Lycaenidae et de la sous-famille des Polyommatinae.

## Noms vernaculaires
- En français : l'Azuré de l'héliotrope, l'Azuré de Freyer.
- En anglais : Grass Jewel[1].

## Description
L'imago de l'Azuré de l'héliotrope est un papillon de taille particulièrement petite.
Le dessus des ailes est brun, orné aux ailes postérieures de quelques points marginaux noirs et d'une courte bande submarginale orange vif.
Le revers des ailes a un fond ocre orné de séries de points noirs ou bruns cerclés de blanc, avec aux ailes postérieures la même courte bande orange encadrant des points marginaux noirs ornés d'écailles bleutées.
Il n'y a pas de dimorphisme sexuel significatif, mais la femelle est un peu plus grande que le mâle.

## Biologie

### Phénologie
En Grèce, l'Azuré de l'héliotrope vole de fin mars à fin octobre en plusieurs générations. Il hiverne à l'état nymphal.

### Plantes-hôtes et myrmécophilie
Ses plantes-hôtes varient selon les pays : on recense notamment des héliotropes (Heliotropium hirsutissimum, H. ellipticum), des Indigofera (Indigofera cryptantha, I. colutea, I. hirsuta), tandis qu’Andrachne telephioides est utilisée en Grèce,.
Les chenilles sont prises en charge par des fourmis, notamment Acantholepsis sp., Pheidole quadrispinosa, Prenolepsis sp. et Iridomyrmex sp.

## Distribution et biotopes

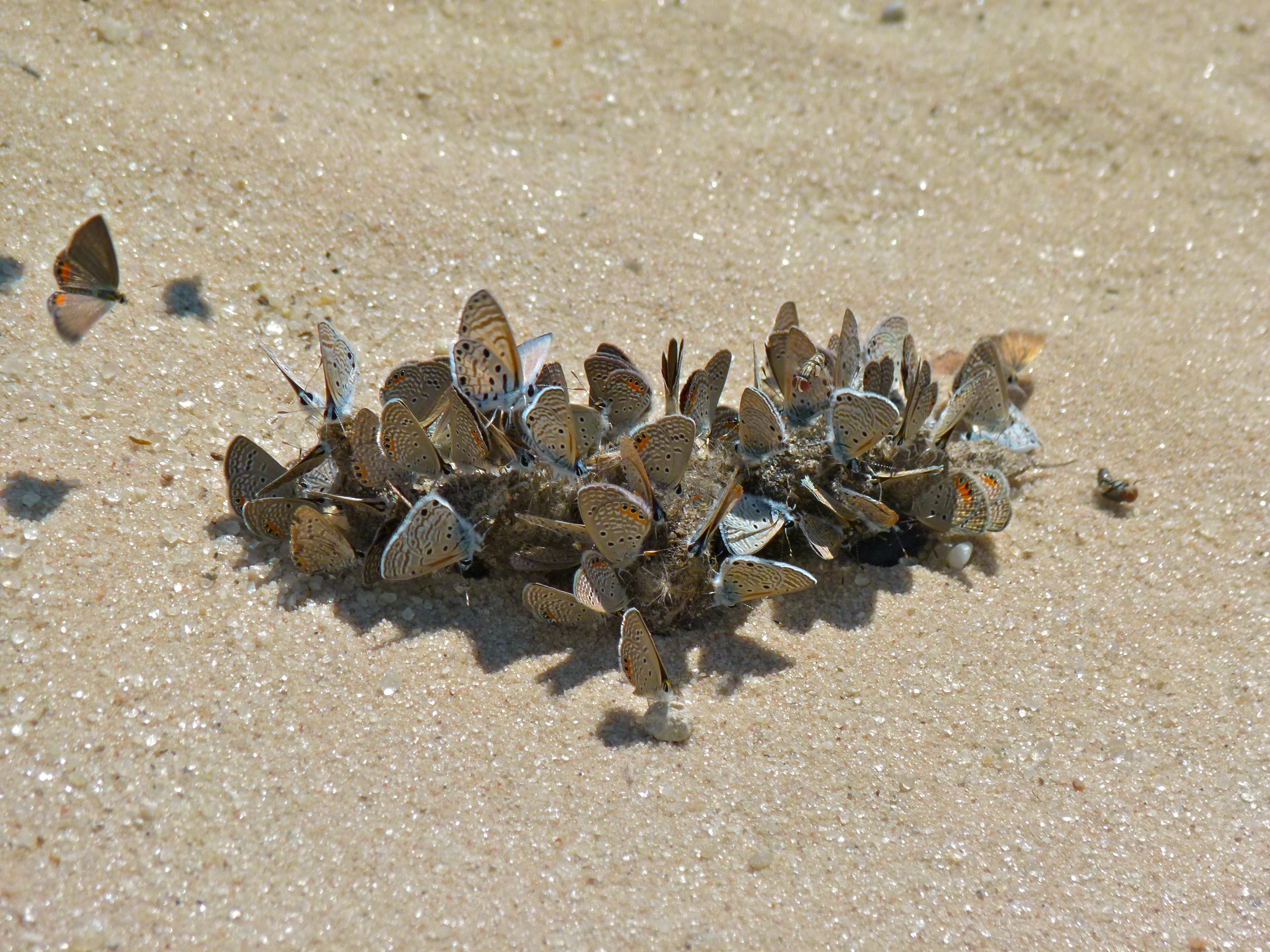
Rassemblement de Freyeria trochylus dans le Parc transfrontalier de Kgalagadi, en Afrique du Sud.

L'Azuré de l'héliotrope est présent en Grèce, en Turquie, au Moyen-Orient, dans le Caucase, au Moyen-Orient, en Asie du Sud et du Sud-Est, au Japon, ainsi que dans une grande partie de l'Afrique et à Madagascar,.
L'espèce est très sédentaire et on la trouve dans des zones rocailleuses chaudes et sèches.

## Systématique
L’espèce Freyeria trochylus a été décrite par l'entomologiste allemand Christian Friedrich Freyer en 1845, sous le nom initial de Lycaena trochylus,.
Synonymes :
- Lycaena trochylus Freyer, 1845 — protonyme
- Chilades trochylus (Freyer, 1845)

Plusieurs sous-espèces ont été décrites, notamment :
- Freyeria trochylus trochylus (Freyer, 1845) — Asie mineure, Caucase.
- Freyeria trochylus formosanus (Matsumura, 1919) — Japon.
- Freyeria trochylus persa (Bytinski-Salz & Brandt, 1937) — Azerbaïdjan, Kopet-Dag.
- Freyeria trochylus obscura (Heydemann, [1955]) — Touran.
- Freyeria trochylus orientalis Forster, 1980 — Thaïlande, Népal.

## Protection
L'espèce n'a pas de statut de protection particulier[réf. souhaitée].